# 北北西に曇と往け
『北北西に曇と往け』（ほくほくせいにくもとゆけ、アイスランド語: Norðnorðvestur, inn í skýjabakkann、英語: Go with the clouds, North by Northwest）は、入江亜季による日本の漫画作品。アイスランドを舞台に、日本人少年の探偵業を描くジュブナイル・ミステリー。
2016年に『ハルタ』（KADOKAWA）にてVol.32より連載開始。
2021年からは、新たに創刊された『青騎士』へ移籍して連載中。
2019年、第12回マンガ大賞にノミネート、同年6月「第3回みんなが選ぶTSUTAYAコミック大賞」8位入賞。
2021年7月より、単行本と比べ画面のサイズが大きく迫力のある線画となっているワイド版が、愛蔵版コミックスとして刊行されている。

## あらすじ
両親を亡くしてアイスランドに旅立ち、探偵稼業をしている17歳の少年・御山 慧は、機械とコミュニケーションが取れる特殊な能力を持つ。女優のカトラは温泉遊び中に出会った男に惚れ、慧に依頼して探してもらおうとするが、その男こそ慧の祖父・ジャックであった。
ある日、慧は弟の御山 三知嵩に連絡を取ろうとするが、三知嵩はおろか、その滞在先であるはずの叔父夫婦とも音信不通であることに気づき、動揺しながらジャックとともに日本に帰る。そこで知ったのは、叔母は事故に遭い、叔父は病気に罹って相次いで死亡したこと、三知嵩は兄を訪ねるために2か月前にアイスランドへ発ったことであった。アイスランドへとんぼ返りした慧は、カトラの姪・リリヤと知り合う。
ある晩、慧は怪しい男に追われ、三知嵩の居場所を明かすように強要された。男は日本の刑事であり、三知嵩を叔父夫婦の殺人犯として捜していたが、慧は刑事から暴力を受けながらも弟の殺人を否定する。その後気絶した慧を三知嵩が救助して再会を果たした。三知嵩は慧にこれまでの経緯を弁明するが、ふたりの会話を聞いていたリリヤには三知嵩の声が「汚れた音」に聞こえ、嘘をついていると確信して慧に警告する。
三知嵩は足を怪我した農家・ハルドルのもとへ預けられ、慧は日本から旅行に来た親友の清を案内しつつアイスランドを観光する。
清が日本に帰ったあと、慧はある仕事で治安の悪い隠れ家に足を踏み入れ、その階段に既視感を覚える。そこで知り合ったシグルーンから、隠れ家でよく会っていた彼女の親友・フレイヤを探してほしいという依頼を受け、慧はフレイヤの携帯を手掛かりに彼女を見つけ出す。その過程で、慧が三知嵩に助けられた際に運び込まれたのがその隠れ家であること、隠れ家では三知嵩の周囲で不審死が相次いだこと、フレイヤが逐電したのは三知嵩を恐れたためであることを知る。日本でも刑事が聞き込みを進めており、三知嵩の周囲で不良や母親、担任らが急死していることを突き止める。刑事は三知嵩が人を殺しているという確信を深める。
三知嵩はハルドルのもとから姿を消した。体調を崩した慧はリリヤに無礼をはたらき、2人は仲直りのためにジャックに連れられてラキへゆく。帰宅した慧のもとに三知嵩が突然姿を現し、改めて殺人を否定する。慧とジャックに働くよう促された三知嵩は、奮起して勉強や身の回りの整理に精を出し、対人能力を活かして慧の仕事にも大きく貢献する。しかしその矢先、仕事から帰宅した慧と三知嵩をアイスランド警察が待ちかまえており、三知嵩は連行される。

## 登場人物
御山 慧（）
主人公。日本出身の17歳の少年。長身痩躯で筋肉質。左利き。髪は黒で、青い瞳。俗に言うイケメンである。一見冷淡で疑り深いが、根は優しく感情豊か。
機械と会話できるという不思議な能力をもち、高校を中退後、レイキャビクの祖父・ジャックの家に居候して探偵業を営んでいる。両親はすでに亡くしていて、弟（三知嵩）思いな性格。
美女とアルコールは苦手。コーヒーが好きだが、ジャックに毎朝飲まされて癖になったことが原因である。
とんかつを食べた後にラーメンを食べられるほど、食べることが好き。食べ物の寝言を言うシーンもある。大好物は肉で、目の前にすると我を忘れる。
愛車はスズキ・ジムニー。
御山 三知嵩（）
慧の弟。15歳の高校生。髪は金色で、外見は日本人というよりは外国人に見える。美形で人懐っこく、人気を得やすいが、気に入った人間に依存・拘泥する傾向がある。
両親亡き後は母方の叔父夫婦の家に住んでいたが、夫婦が相次いで死去し、慧を追って一人でアイスランドまで来た。しかし夫婦らを殺害した疑いが持たれ、追われる身になっている。
人や物を損壊する何らかの能力をもつ。
リリヤ
本作のヒロイン。カトラの姉の娘で、17歳のクールな少女。胸が控えめなのを気にしている。慧と知り合う前、慧のジムニーに積まれていた毛布や物資を盗んでいった。
音楽（チェロと声楽）を嗜み、慧にはその演奏を絶賛された。日本語の響きに興味を持っているが、三知嵩の声に違和感を抱き、警戒する。
ジャック
慧の祖父で、好色漢なフランス人。「ンッフッフ」と笑う。大学で北極圏や高地の生態学を講じており、自然に詳しい。鳥たちとやり取りをする能力がある。
慧との間には喧嘩が絶えないが、非常に仲良し。
カトラ
休業中の女優。ジャックに惚れて恋人になって以来、慧たちと親しく交流する。
清（）
慧の親友で理解者。日本在住。パソコンの扱いに優れ、アプリ制作を趣味兼仕事としている。アイスランドを訪れ、慧やジャックとともに観光を楽しんだ。
リリヤには「きれいな声」と褒められており、帰国後もオンラインで交友を続けている。

## 制作背景
作者の入江は当初、次回の連載で「土」「地面の下」を描こうと志していて、さまざまな学術本を読む中でアイスランドに惹かれるに至った。『乱と灰色の世界』の連載を終えた後、休暇を得て各地を旅行したが、アイスランドをドライブしたことが最高の思い出となり、「アイスランドの自然と、生活と、車」を描こうと思って本作を描き始めた。

## 書誌情報
- 入江亜季 『北北西に曇と往け』 KADOKAWA〈ハルタコミックス〉、既刊7巻（2024年2月20日現在）
  1. 2017年10月13日発売[3][10]、ISBN 978-4-04-734831-8
  2. 2018年3月15日発売[11]、ISBN 978-4-04-735052-6
  3. 2019年1月15日発売[12]、ISBN 978-4-04-735345-9 - 巻頭と巻末に描き下ろしを収録[12]。
  4. 2020年1月14日発売[13]、ISBN 978-4-04-735792-1
  5. 2021年1月15日発売[14]、ISBN 978-4-04-736263-5 - 特典としてポストカードを配布[15]。
  6. 2022年11月18日発売[16]、ISBN 978-4-04-737232-0
  7. 2024年2月20日発売[17]、ISBN 978-4-04-737867-4
- 入江亜季 『北北西に曇と往け＜ワイド版＞』 KADOKAWA〈青騎士コミックス〉、既刊7巻（2024年5月20日現在）
  1. 2021年7月20日発売[7]、ISBN 978-4-04-736590-2
  2. 2021年8月20日発売[18]、ISBN 978-4-04-736591-9
  3. 2021年9月18日発売[19]、ISBN 978-4-04-736592-6
  4. 2021年10月20日発売[20]、ISBN 978-4-04-736593-3
  5. 2021年11月20日発売[21]、ISBN 978-4-04-736594-0
  6. 2023年1月20日発売[22]、ISBN 978-4-04-737335-8
  7. 2024年5月20日発売[23]、ISBN 978-4-04-737959-6